# Șuncuiuș, Bihor
Șuncuiuș (germană Ortmannsdorf, Schönglischdorf, Songolljosch, maghiară Vársonkolyos or Sonkolyos) este satul de reședință al comunei cu același nume din județul Bihor, Crișana, România.

## Geografia locului
Șuncuiuș este situat la poalele Munților Pădurea Craiului, pe cursul mijlociu al râului Crișul Repede. Pornind dinspre amonte, există câteva izvoare și pârâuri importante care contribuie la debitul râului după cum urmează: Izvorul de sub Stanul Corbului, Valea Groșilor, Valea Mughiurușului, Valea Misid, Valea Țarinii, Valea Izbândișului, Valea Făgetului. Debitul acestor afluenți fluctuează în funcție de precipitații.

## Vegetație
Cel mai răspândit copac în zonă este fagul, urmat la mare distanță de mesteacăn, molid, frasin și pin. Pădurile de stejar care au ocupat suprafețe importante pe locurile care aparțin acum localității Bălnaca, au fost tăiate gradual pentru a se lărgi suprafața agricolă. Astăzi mai există 2-3 locuri în Bălnaca, în apropiere de locul numit 'Curba Vadului', unde se mai pot vedea pâlcuri de stejari, rămășite ale vechii păduri. În aceeași zonă au existat până în anii 1970 trandafiri și cocoși sălbatici. Folosirea extensivă de semințe de porumb tratate chimic, au dus la dispariția acestor păsări frumoase.

## Populație
În baza recensământului din 2011, 89,8% din locuitori sunt români, 7,9 % țigani și 2,1 % unguri.
Marea majoritate, 78,9%, a locuitorilor din raza comunei Șuncuiuș sunt creștini ortodocși. La aceștia se adaugă  15,3 % penticostali, 3,2 % baptiști și 1,5 % reformați. Populația comunei este în declin, iar motivele principale sunt rata redusă a natalității, un fenomen comun în România și în Europa, și emigrația.

## Economie
În anii 1960 s-au descoperit depozite importante de argilă refractară și bauxită. Acestea au fost exploatate intensiv până în anii 1980.

## Căi de transport
Din punct de vedere al infrastructurii, comuna are legătură cu Drumul European E60 și cu linia de cale ferată Oradea - Cluj Napoca. În ceea ce privește rețeaua de drumuri, în comună sunt :  
- două drumuri județene: DJ 764 Aleșd - Beiuș și DJ 108-I Tileagd - Bratca;
- și cinci drumuri comunale (DC) respectiv DC 177 Șuncuiuș - Zece Hotare (ce face legătura între cele 2 drumuri județene), DC 273 Bălnaca – Bălnaca-Groși, DC 36 Corn – Cărmăzan, DC 38 Topile (DC 177)- Pojorâta si DC 165 Bălnaca-Chirămaș.

Lungimea totală a drumurilor în comună este de 48 km. 

## Biserica Ortodoxă din Șuncuiuș
Biserica Ortodoxă a fost ctitorită în anul 1934 și se află sub patronajul Episcopiei Oradea. În prezent cel care slujește este preotul paroh Borbel Valentin.

## Obiective turistice
- Unul din cele mai vizitate puncte turistice este Tabăra Șuncuiuș.
- În imediata apropiere se află cea mai lungă peșteră din România, Peștera Vântului.
- Defileul Crișului Repede.
- Izbucul Izbândiș cu o adâncime de 100 de metri, situat în partea de sud-vest a satului. Debitul mediu al izbucului este cuprins între 100l/s și 200l/s, la viituri poate crește până la peste 3000l/s. Se varsă în Crișul Repede.
- Alte peșteri de menționat sunt Peștera Unguru Mare, Peștera Bătrânului, Peștera Cotuna de Sus si Cotuna de Jos, Peștera Izbândiș și altele.

## Galerie de imagini

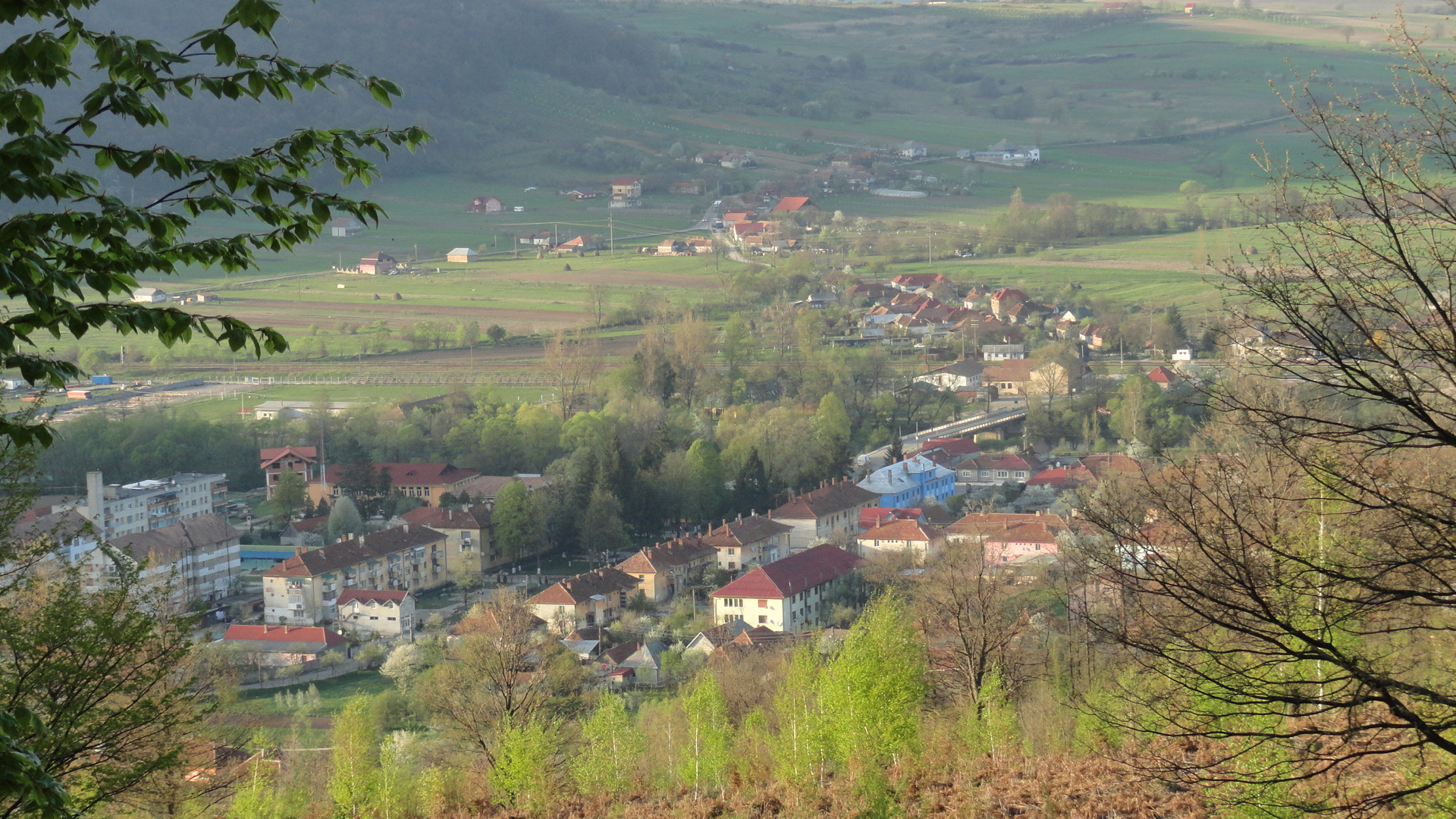
Șuncuiuș
Stradă din Șuncuiuș
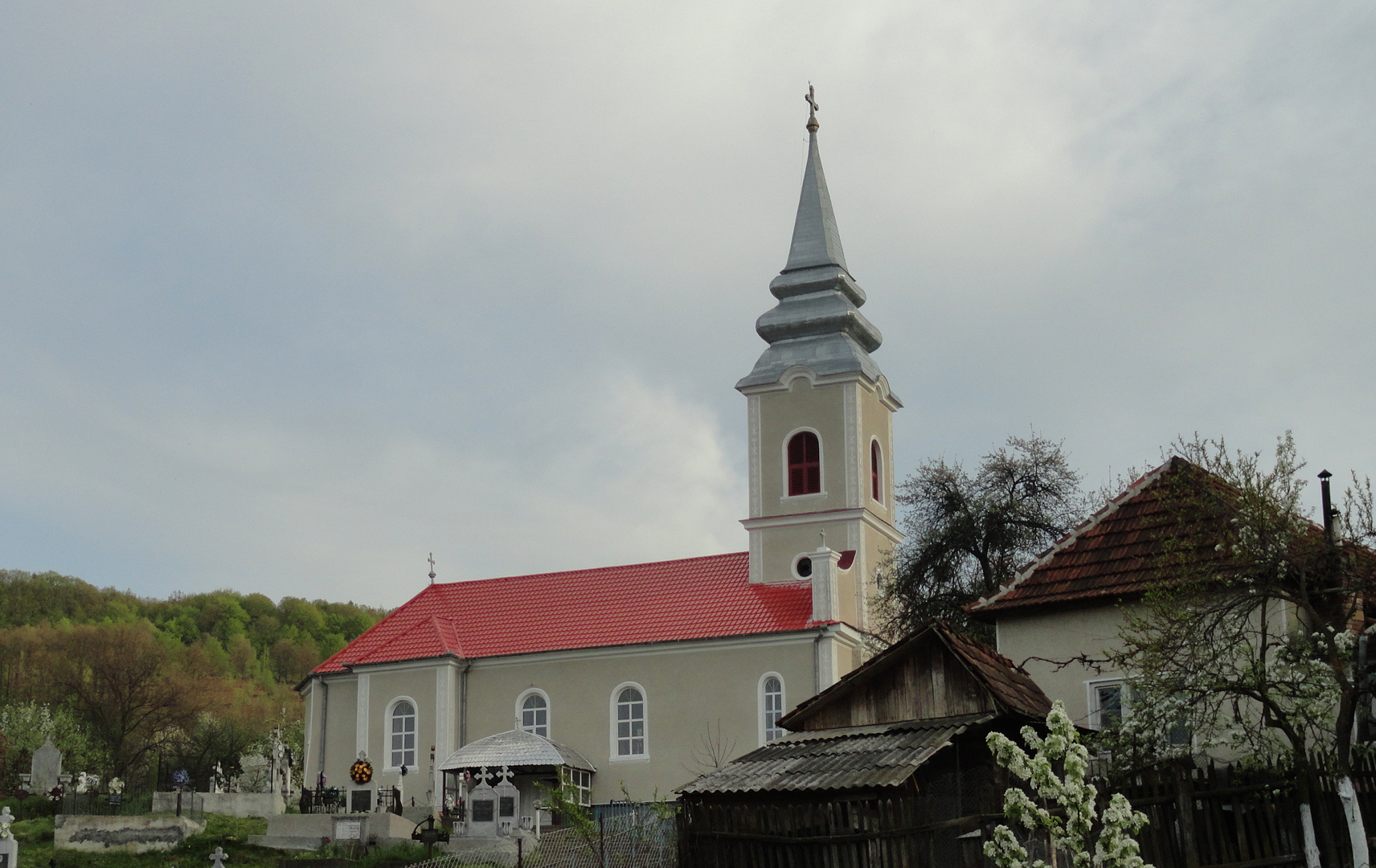
Biserica ortodoxă
Gara CFR din Șuncuiuș